# Operación Alacrán
La Operación Alacrán es el nombre dado a un operativo y trama de corrupción preparado por miembros del gobierno chavista de Nicolás Maduro y denunciada en noviembre de 2019 por parte de los diputados de la Asamblea Nacional de Venezuela de mayoría opositora y que habría buscado evitar la reelección de Juan Guaidó el 5 de enero de 2020 como presidente de la Asamblea por medio de la compra de la voluntad de legisladores opositores a cambio de millones de dólares. A los legisladores se le habría pedido que votaran en contra de Guaidó, o de que no fueran a la elección para romper el cuórum necesario.

## Antecedentes
El 12 de abril de 2019 son comprados los servicios de diputados opositores Luis Parra, José Brito, Conrado Pérez y José Gregorio Noriega, para entregar cartas en Colombia y Europa que decían que a «petición de la representación legal de la empresa Salva Foods 2015» (la empresa dueña de las Tiendas Clap, negocio con el que Alex Saab y Álvaro Pulido controlan la importación de alimentos para el gobierno de Nicolás Maduro) y que luego de una presunta «investigación y visita técnica» practicada a la compañía en Venezuela, se había determinado que no había incurrido en irregularidades y que, por tanto, no había motivos para investigarla.

## Denuncias
En noviembre de 2019, el diputado José Guerra denunció sobre una estrategia de "comprar" parlamentarios de la oposición a través de lo que denominó "Maletín Verde" con el objetivo de romper con la mayoría calificada con la que cuenta la oposición en la Asamblea Nacional. El 22 de noviembre de 2019 la periodista Patricia Poleo presentó un video del 24 de octubre de 2018 de la denuncia del diputado Freddy Superlano, presidente de la comisión de auditoría de la Asamblea Nacional de la pérdida entre 2016-2018 de 5 000 millones de dólares en lo que tiene que ver con los Clap relacionado con varias empresas que registraban un capital inicial de 10,000 dólares y habían recibido varios contratos del gobierno por el orden de 200 millones de dólares.
El 1 de diciembre de ese mismo año, el portal Armando.info publicó una investigaciónen la que concluye que nueve parlamentarios habrían mediado con cartas de buena conducta ante la Fiscalía de Colombia a favor de dos empresarios vinculados al gobierno que le buscaría indulgencias ante autoridades Internacionales. El 3 de diciembre la Asamblea Nacional acordó crear una comisión Especial para la Investigación e Intervención de la Comisión Permanente de Contraloría, que fue integrada por los diputados Edgar Zambrano, Stalin González y Marialbert Barrios. El secretario de esta comisión es José Luis Cartaya, subsecretario del parlamento en el 2019 y para 2020. 
Luego de la difusión de la investigación, los diputados Luis Parra, José Brito, Conrado Pérez y José Gregorio Noriega fueron suspendidos y expulsados de los partidos Primero Justicia y Voluntad Popular.
La diputada Delsa Solórzano, en declaraciones a CNN Radio Argentina, responsabilizó a Nicolás Maduro de dirigir la supuesta operación. Según la diputada, el gobierno acude a este método al no poder encarcelar ni allanar las inmunidades de diputados, denunciando un incremento considerable de la persecución política a medida que se acercaba el 5 de enero y explicando que fuerzas de seguridad se habrían presentado en las viviendas de varios diputados sin suplentes, y que el único que tiene suplente, según ella, habría aceptado el soborno.
A finales del año, la embajadora designada por la Asamblea Nacional en Bulgaria, Estefanía Meléndez, publicó el borrador de una carta que los diputados Luis Parra y Conrado Pérez le entregaron a una oficial de la cancillería de Bulgaria, Emilia Stefanova, durante una visita el 12 de abril en la ciudad capital, Sofía. La carta estaba dirigida a Boiko Borísov, el primer ministro de Bulgaria; decía que a «petición de la representación legal de la empresa Salva Foods 2015» (la empresa dueña de las Tiendas Clap, negocio con el que Alex Saab y Álvaro Pulido controlan la importación de alimentos para el gobierno de Nicolás Maduro) y que luego de una presunta «investigación y visita técnica» practicada a la compañía en Venezuela, se había determinado que no había incurrido en irregularidades y que, por tanto, no había motivos para investigarla.
A raíz de la acusación, algunos partidos decidieron realizar investigaciones internas, como el Comité de Conflictos de Voluntad Popular. El 20 de diciembre, la Asamblea Nacional señaló que los legisladores involucrados eran los diputados principales José Gregorio Noriega, Luis Parra, José Brito, Adolfo Superlano y Conrado Pérez, y los diputados suplentes Leandro Domínguez y Jesús Gabriel Peña, exmiembro de Acción Democrática. La diputada Arkiely Perfecto fue expulsada del partido Movimiento Democracia e Inclusión por presuntamente recibir sobornos, según denunció el jefe de esta formación política Nicmer Evans. Otros diputados relacionados con la acusación de compra de legisladores son José Antonio España y José Gregorio Aparicio, ambos compañeros de fracción parlamentaria de Adolfo Superlano y Leandro Domínguez, Independientes por la Renovación y el Cambio.  En el extenso artículo del periodista Deniz aparece el nombre del diputado de la "Fracción 16 de julio", José Luis Pirela, quien representa al estado Zulia. Aparentemente, Pirela se encontró con los otros parlamentarios en Madrid; Pirela dijo «No acepto que se mezcle mi nombre en un tema en el que no tengo que ver. No he hecho nada distinto con los miembros de esa comisión de contraloría». Pirela quedó en duda por su encuentro en Madrid y sus paseos por París, Suiza y Liechtenstein con los diputados. En el reportaje de Armando.Info, se publicaba la carta con fecha 5 de abril de 2019, emitida a la ministra de Exteriores del Principado de Liechtenstein, Aurelia Frick, donde están las firmas de los diputados Conrado Pérez, Luis Parra, Adolfo Superlano, Héctor Vargas, Richard Arteaga y José Luis Pirela que certificaron, luego de una investigación «en torno a las importaciones y sobrefacturaciones (de las CLAP…),  José Luis Pirela alegó que ese documento estaba forjado y prefirió no emitir ningún comentario.
El Centro de Comunicación Nacional de la Asamblea Nacional condenó la sentencia de írrita emanada del Tribunal Supremo de Justicia del 21 de diciembre, que anuló la reforma parcial del Reglamento de Interior y Debates de la Asamblea Nacional aprobada el 17 de diciembre por la AN, que tiene la intención de permitir el voto por Internet de diputados que están exiliados (perseguidos por el gobierno), declarando que la decisión va de la mano con la “compra de las conciencias de algunos diputados que han traicionado a sus electores".
Otros diputados señalados son Franklyn Duarte, Lucila Pacheco, Guillermo Luces, Freddy Paz, Richard Arteaga, Kerrins Mavárez, José Luis Pirela, Luis Loaiza, Manuel González, Williams Gil, Omar Ávila, Alexis Lamazares, Teresa Azuaje, Edmundo Prieto, Yuretzi Idrogo, Luisa Albertina Castillo, y los dirigentes y los dirigentes Negal Morales y Alexis Vivenes.
El 17 de diciembre de 2024 la Corte Penal Internacional admitió una demanda realizada por el abogado Salvador Pimental por el tráfico de alimentos para cubrir las necesidades del pueblo venezolano, sobre todo a  aquellos que autorizaron las contrataciones, quienes tenían la obligación de controlarlas, y diputados que conocían la situación de primera mano pero no actuaron, en detrimento de la salud pública. Los alimentos fueron distribuidos a pesar de ser tóxicos, e incluso el Estado pagó por ellos como si fueran de primera calidad. Pimentel señaló a la comisión que estaba integrada por Conrado Pérez, Richard Arteaga, José Brito, Adolfo Superlano, José Luis Pirela, Guillermo Luces, Chaín Bucarán y Luis Eduardo Parra, también a funcionarios del Gobierno. En específico, mencionó al exministro Giuseppe Yoffreda, el general Luis Alberto Medina Ramírez, y al exministro Simón Zerpa, exfuncionarios del sector alimentario.

## Respuestas
Parte de los diputados señaladas acudieron al Tribunal Supremo de Justicia para solicitar la nulidad de la reforma parcial del Reglamento de Interior y Debates de la Asamblea Nacional. El 3 de diciembre, Conrado Pérez reconoció haber firmado un expediente de la empresa Salva Foods, pero aseguró que no conoce al empresario Alex Saab y que la única vinculación que tuvo con él fue cuando lo citaron a la Comisión de Contraloría, a la cual asistieron solamente sus abogados, resaltando que “nosotros no estamos dando cartas de buena conducta al ciudadano Alex Saab”, poniendo su cargo a la orden para que investigaran su gestión.
Adolfo Superlano rechazó las acusaciones, asegurando que estaba siendo acusado por decir que no iban a reelegir a Guaidó. Los diputados Luis Parra y Guillermo Luces negaron las acusaciones en su contra. Parra aseguró que el artículo de investigación forma parte de una “guerra sucia” y acusó al portal Armando.info de funcionar como una supuesta red de extorsión. Luces aseguró que su firma en los documentos presentados por el portal es falsa.
En una rueda de prensa realizada el 20 de diciembre, José Gregorio Noriega rechazó la expulsión de su partido Voluntad Popular, asegurando que las imputaciones de corrupción en su contra son falsas y criticando el comportamiento de otros militantes del partido. Noriega retó a que se demostraran las acusaciones y aseguró que ejercería acciones legales contra quienes realizaron las acusaciones. Mediante un comunicado de prensa, Voluntad Popular manifestó que el diputado Noriega se negó a dar respuesta sobre las acusaciones de corrupción en su contra, por lo que se tomó la decisión de expulsarlo de sus filas. El diputado se negó a aceptar preguntas de los periodistas durante la rueda de prensa.
José Brito afirmó que «hay una rebelión en la Asamblea» contra el presidente del parlamento, Juan Guaidó, y que se abstendría en la votación para un nuevo mandatario legislativo el 5 de enero de 2020. El 27 de enero de 2020, Rafaela Requesens denunció que Luis Parra, mediante un intermediario de Yaracuy, le pidió que no lo criticara tan fuertemente en las redes sociales, prometiendo que de cumplir "él mismo hablaría con Maduro" para liberar a su hermano Juan Requesens y a Gilber Caro.
Luego de que la corresponsal del medio digital Crónica Uno, Mónica Salazar, difundiera una denuncia, dos semanas después el Colegio Nacional de Periodistas, el 30 de enero, confirmó intentos de sobornos al gremio periodístico con altas sumas de dinero para expresar públicamente el respaldo a Luis Parra y su junta directiva proclamada el 5 de enero.

## Integrantes

### Diputados principales
- José Noriega, Sucre (Voluntad Popular)[3]
- Luis Parra, Yaracuy (Primero Justicia)[3]
- José Brito, Anzoátegui (Primero Justicia)[3]
- Adolfo Superlano, Barinas (Primero Venezuela)[3]
- Conrado Pérez, Trujillo (Primero Venezuela)[3]
- Leandro Domínguez, Carabobo (suplente)(UNT)[3]
- Jesús Gabriel Peña, Yaracuy (suplente) (Acción Democrática)[3]
- Richard Arteaga, Anzoátegui (suplente) (Primero Justicia)[28]
- Guillermo Luces, Aragua (suplente de Ismael García) Voluntad Popular.[29]
- Chaín Bucarán, Aragua (suplente)(Movimiento Prociudadanos - MUD)[30]

### Aliados para juramentación de Luis Parra
- Frankyn Duarte
- Fraddys Paz
- Nogal Morales
- Guillermo Luces
- José Antonio España
- José Aparicio
- Kerrins Mavares
- Lucila Pacheco
- Luis Loaiza
- Manuel González
- Richard Arteaga
- William Gil[31]